# Château de Contay
Le château de Contay est situé sur le territoire de la commune de Contay, dans le département de la Somme au nord d'Amiens dans l'ancienne province de Picardie et depuis 2015 en région des Hauts-de-France.

## Historique
En 1702, le domaine de Contay fut acheté par Barthélémy d'Amiens. Le château actuel fut construit au milieu du XVIIIe siècle pour Gilbert Morel de Bécordel, gendre de Barthélémy d'Amiens et maïeur d'Amiens. La date de 1753 est inscrite sur le mur des communs avec des ancres de fer. Il remplace un château antérieur détruit en 1636, lors des invasions espagnoles.
Au XIXe siècle l'aménagement intérieur a été repris et une citerne construite dans le parc[réf. souhaitée].
Le château est protégé au titre des monuments historiques : inscription par arrêté du 15 novembre 2010,.

## Caractéristiques
Le château de Contay a été construit en craie sur un soubassement en grès. Le corps de logis a été conçu selon un plan en U avec deux ailes en retour d'équerre moins élevées. 
Les deux façades symétriques, l'une vers l'entrée, l'autre vers le parc, possèdent un large avant-corps central en légère saillie, couronné par un fronton sculpté arrondi. Ce motif est d'ailleurs répété au-dessus des portes. L'appareillage à refends met en valeur les angles du corps de logis et des avant-corps centraux. 
L'intérieur de style classique présente des pièces de réception au rez-de-chaussée (redécorées sous le Second Empire), des cuisines dans l'aile orientale et des chambres à l'étage (qui conservent des boiseries du XVIIIe siècle).

## Le parc

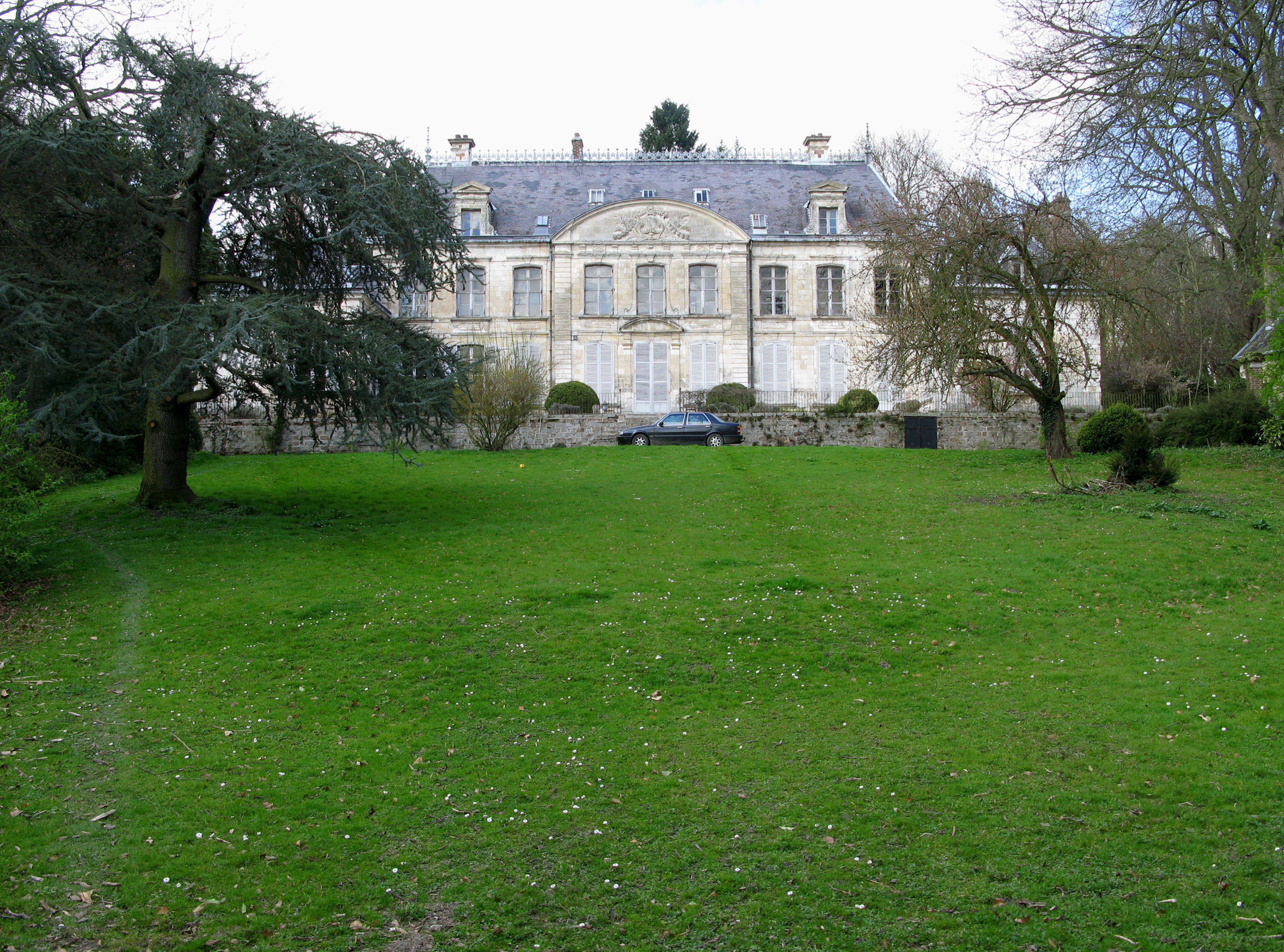

Dans le parc de 3,85 hectares, en partie clos par un mur de calcaire et de brique, se trouve une citerne en briques. Un jardin en pente précède le corps de logis.

## Dépendances
Les dépendances sont composées de la buanderie, d'une remise et d'écuries, d'une ferme, d'un colombier octogonal en craie, des communs construits en pierre blanche[réf. souhaitée].